# Nakkila
Nakkila (schwedisch historisch Nackeby) ist eine westfinnischen Gemeinde in der Landschaft Satakunta mit 5072 Einwohnern (Stand 31. Dezember 2022). Sie liegt rund 20 Kilometer südöstlich der Hafenstadt Pori beiderseits des Flusses Kokemäenjoki.
Die Gemeinde wurde 1861 aus der Stadt Ulvila herausgelöst und umfasst die Dörfer Arantila, Anola, Järvikylä, Kivialho, Kukonharja, Lammainen, Leistilä, Masia, Matomäki, Pakkala, Penttala, Ruhade, Ruskila, Soinila, Tattara, Viikkala, Villilä und Vuohimäki. Städtepartnerschaften unterhält Nakkila zu den Orten Hudiksvall (Schweden) und Boksitogorsk (Russland).
Traditionell sind Landwirtschaft und das Handwerk von Bedeutung; seit dem 19. Jahrhundert werden die in Nakkila gezimmerten Schaukelstühle im In- und Ausland vertrieben. Heute dominieren jedoch die Metall- und Textilindustrie. Der größte Arbeitgeber vor Ort ist mit rund 300 Beschäftigten das Werk des Textilkonzerns Suominen Kuitukankaat Oy.
Zu den Sehenswürdigkeiten in Nakkila zählt die 1938 nach Plänen von Erkki Huttunen errichtete Pfarrkirche, die erste in funktionalistischer Betonbauweise erbaute Kirche Finnlands. Das Hauptgebäude des alten Gutshofs Villilä, errichtet 1852, ist ein herausragendes Beispiel des Empirestils in Finnland. Auf dem Gelände des Gutshofs befindet sich heute ein Filmstudio, das gelegentlich als das „Hollywood Finnlands“ bezeichnet wird, sich im Vergleich zum amerikanischen Vorbild jedoch erheblich weniger glamourös ausnimmt.

## Söhne und Töchter
- Ilkka Suominen (1939–2022), Politiker
- Milla Saari (* 1975), Skilangläuferin
- Markus Palttala (* 1977), Autorennfahrer